# 富田砕花賞
富田砕花賞（とみたさいかしょう）は、優れた現代詩の詩集に贈られる文学賞。主催は兵庫県芦屋市・芦屋市教育委員会。2015年（平成27年）までは主催が富田砕花顕彰会、共催として兵庫県芦屋市・芦屋市教育委員会であった。1990年（平成2年）に詩人で「兵庫県文化の父」とも称される富田砕花の生誕100年および芦屋市制施行50周年を記念して創設された。
受賞者には、正賞（賞状）と副賞（30万円）が贈られる。
2023年・2024年の選考委員は、季村敏夫、たかとう匡子、時里二郎の3名。

## 受賞作

### 第1回 - 第10回
- 第1回 1990年（平成2年）長田弘「心の中にもっている問題」晶文社。
- 第2回 1991年（平成3年）時里二郎「星痕を巡る七つの異文」書肆山田。
- 第3回 1992年（平成4年）北畑光男「救沢まで」土曜美術社出版販売。
- 第4回 1993年（平成5年）大崎二郎「沖縄島」青帖社。
- 第5回 1994年（平成6年）平林敏彦「磔刑の夏」思潮社。
- 第6回 1995年（平成7年）西岡寿美子「へんろみちで」二人発行所。
- 第7回 1996年（平成8年）深津朝雄「石の蔵」書肆青樹社。
- 第8回 1997年（平成9年）中塚鞠子「駱駝の園」思潮社。
- 第9回 1998年（平成10年）広部英一「苜蓿」詩学社。
- 第10回 1999年（平成11年）清岳こう「天南星の食卓から」土曜美術社出版販売。

### 第11回 - 第20回
- 第11回 2000年（平成12年）川島完「ピエタの夜」紙鳶社。
- 第12回 2001年（平成13年）山本美代子「西洋梨そのほか」編集工房ノア。
- 第13回 2002年（平成14年）木津川昭夫「掌の上の小さい国」思潮社。
- 第14回 2003年（平成15年）皆木信昭「ごんごの渕」書肆青樹社。
- 第15回 2004年（平成16年）くにさだきみ「壁の目録」土曜美術社出版販売。
- 第16回 2005年（平成17年）秋山基夫「家庭生活」思潮社、川上明日夫「夕陽魂」思潮社。
- 第17回 2006年（平成18年）苗村吉昭「オーブの河」編集工房ノア、境節「薔薇のはなびら」思潮社。
- 第18回 2007年（平成19年）秋川久紫「花泥棒は象に乗り」ミッドナイト・プレス、日笠芙美子「海と巻貝」砂子屋書房。
- 第19回 2008年（平成20年）中西弘貴「飲食」編集工房ノア、松尾静明「地球の庭先で」三宝社。
- 第20回 2009年（平成21年）金田弘「虎擲龍拏」書肆山田。

### 第21回 - 第30回
- 第21回 2010年（平成22年）永井ますみ「愛のかたち」土曜美術社出版販売、閤田真太郎「十三番目の男」砂子屋書房。
- 第22回 2011年（平成23年）司茜「塩っ辛街道」思潮社、万亀佳子「夜の中の家族」花神社。
- 第23回 2012年（平成24年）髙橋冨美子「子盗り」思潮社、嶋岡晨「終点オクシモロン」洪水企画。
- 第24回 2013年（平成25年）江口節「オルガン」編集工房ノア、岩佐なを「海町」思潮社。
- 第25回 2014年（平成26年）尾世川正明「フラクタルな回転運動と彼の信念」土曜美術社出版販売。
- 第26回 2015年（平成27年）宮内憲夫「地球にカットバン」思潮社。
- 第27回 2016年（平成28年）井上嘉明「宙吊り」詩誌「菱」の会。
- 第28回 2017年（平成29年）神原芳之「青山記」本多企画。
- 第29回 2018年（平成30年）北川朱実「夜明けをぜんぶ知っているよ」思潮社。
- 第30回 2019年（令和元年）田中武「半結晶質群」ぼうろの会。

### 第31回 -
- 第31回 2020年（令和2年）金堀則夫「ひの石まつり」思潮社。
- 第32回 2021年（令和3年）北爪満喜「Bridge」思潮社。
- 第33回 2022年（令和4年）小林坩堝「小松川叙景」共和国
- 第34回 2023年（令和5年）文月悠光「パラレルワールドのようなもの」思潮社[3]。
- 第35回 2024年（令和6年）野木京子「廃屋の月」書肆子午線[4]。